# 686 (numero)
Seicentottantasei è il numero naturale dopo il 685 e prima del 687.

## Proprietà matematiche
- È un numero pari.
- È un numero composto con 8 divisori: 1, 2, 7, 14, 49, 98, 343, 686. Poiché la somma dei suoi divisori (escluso il numero stesso) è 514 < 686, è un numero difettivo.
- È un numero nontotiente.
- È parte delle terne pitagoriche (686, 2352, 2450), (686, 16800, 16814), (686, 117648, 117650).
- È un numero palindromo nel sistema numerico decimale e nel sistema di numerazione posizionale a base 18 (222). In quest'ultima base è altresì un numero a cifra ripetuta.
- È un numero ondulante nel sistema numerico decimale.
- È un numero congruente.
- È un numero malvagio.

## Astronomia
- 686 Gersuind è un asteroide della fascia principale del sistema solare.
- NGC 686 è una galassia lenticolare della costellazione della Fornace.

## Astronautica
- Cosmos 686 è un satellite artificiale russo.

## Altri ambiti
- La Smith & Wesson 686 è una rivoltella prodotta dall'azienda statunitense Smith & Wesson.
- In informatica ed elettronica i686 è una sigla per indicare la sesta generazione delle CPU Intel x86 compatibili.
- +686 è il prefisso telefonico delle Kiribati.